# Valea Părului, Buzău
Valea Părului este un sat în comuna Beceni din județul Buzău, Muntenia, România. Se află în zona de deal a Subcarpaților de Curbură, pe valea Slănicului. În anii 1930 familiile de boieri Preda si Păunescu organizau ospăţuri grandioase pe timpul verii împreuna cu nobilii din zonă.
Mesele festive continuă pâna în ziua de astăzi, fiind invitaţi boieri din zona Bucureştilor, a cetăţii Braşovului sau chiar din îndepărtatul regat al Marii Britanii.